# Карлин, Руслан Игоревич
Руслан Игоревич Карлин (Пустой шаблон {{ВД-Преамбула}} ) — российский хоккеист, нападающий.

## Биография
Играл в московских школах «Белые медведи» (2001—2005) и «Крылья Советов» (2005—2010). В 2010 году решил перейти в фарм-клуб череповецкой «Северстали» «Алмаз», куда до этого из «Крыльев Советов» ушёл тренер Сергей Земченко, провёл три сезона в МХЛ. Перед сезоном 2013/14 был на просмотре в «Сибири», 14 ноября подписал контракт с пермским «Молотом-Прикамье», за который провёл три сезона в ВХЛ. В мае 2016 года вслед за тренером Александром Гулявцевым перешёл в «Северсталь». 25 декабря 2018 года был обменян в «Динамо» Москва на Александра Петунина. 31 мая 2019 года хоккеисты были обменяны обратно. 16 июня 2019 года подписал двусторонний контракт с «Трактором», провёл за команду два сезона. 14 сентября 2021 года перешёл в «Металлург» Новокузнецк, 5 сентября 2022 — в «Рязань-ВДВ».